# Rama cadete
En historia y heráldica, una rama de cadete consta de los descendientes de la línea masculina de un monarca o los hijos menores del patriarca, es decir, los cadetes, portando la banda heráldica en su blasón.
En las dinastías gobernantes y familias nobles de gran parte de Europa y Asia, el grueso del patrimonio como objetos importantes de la familia, títulos, feudos, las propiedades y los ingresos, han sido históricamente pasados del padre a su primogénito, siendo este modelo de herencia la primogenitura, que busca dejar a la siguiente generación lo mejor asentada posible para poder continuar el nombre y el papel político de la familia.
Mientras la primogenitura agnaticia se convirtió en una forma común de mantener la riqueza de la familia intacta y reducir las disputas familiares, esto se hizo a expensas de los hijos más jóvenes y sus descendientes, ya que no recibían bienes con los que mantenerse. Tanto antes y después de hacer el testamento los hijos más jóvenes buscaban ser elegidos por sus padres como sucesores o bien después de estar tomada la decisión, intentar usurpar el derecho de nacimiento del hermano mayor. 
Aun así, también había contextos socioculturales dentro del ámbito europeo como el Sacro Imperio Romano Germánico feudal, donde la distribución igual de las posesiones de la familia entre los hijos era causante de una división de las propiedades que imposibilitaba el mantenimiento de los descendientes en el mismo nivel de vida económico y social de sus antepasados, además de las luchas entre los hermanos y sus descendientes por estas reparticiones, o incluso acababan en distanciamientos.

## Prestigio y estatus
La responsabilidad del prestigio familiar, fortuna y engrandecimiento recaía en la rama principal, es decir, el primogénito, mientras que de las ramas menores no se esperaba que tuviesen una familia propia al tener menores medios, lo que sí se esperaba era la manutención del estatus de la familia evitando su disminución, pero por el contrario podían seguir carreras que o bien eran degradantes o demasiado arriesgadas para la rama principal, como lo eran las carreras militares, legales, religiosas o en oficinas de gobierno. 
Algunas ramas de cadete acabaron heredando los títulos de las ramas principales, p. ej. Los condes de Vendôme accedieron al trono de Francia tras la guerra civil en 1593; la Casa de Saboya-Carignano lo hizo en Cerdeña (1831) e Italia (1861); los Condes Palatinos de Zweibrücken obtuvieron el Electorado del Palatinado por el Rin (1799) y el Reino de Baviera (1806); y un Duque depuesto de Nassau fue restaurado en la soberanía del Gran Ducado de Luxemburgo (1890).
En otros casos, una rama cadete eclipsó las líneas principales en rango y poder, por ejemplo, los Reyes de Prusia, quienes eran una rama cadete de la casa de los condes y príncipes de Hohenzollern y de los Reyes y Electores Sajonia  quienes eran a su vez una rama cadete de la Casa de Wettin y ellos de los grandes duques de Saxe-Weimar.
Una rama cadete aún más joven de los Wettin, que se denominarían en conjunto como los ducados ernestinos, encabezados por los gobernantes del pequeño Ducado de Sajonia-Coburg y Gotha, a través de diplomacia o matrimonio en los siglos XIX y XX, gobernaron o fueron consortes y a su vez engendraron a los reyes de los reinos de Bélgica, Portugal, Bulgaria y los Reinos de la Commonwealth. En los reinos de la Commonwealth, los descendientes patrilineales del Príncipe Felipe de Edimburgo son miembros de cadete de la Casa de Glücksburg.
También, los matrimonios de los hijos de las ramas cadete de las Casas de Oldemburgo (Holstein-Gottorp), Polignac, y Borbón-Parma llevó aquellas dinastías de forma patrilineal a los tronos de Rusia, Mónaco, y Luxemburgo, respectivamente. 
La Casa Real Holandesa ha sido, en tiempos distintos, una rama de cadete de Mecklenburg y Lippe-Biesterfeld. 
Pero también existía el riesgo de que las ramas cadete con herederos legales pudiesen disminuir en estatus y poder debido a la disminución de la riqueza, siendo demasiado pobre como para sobrevivir a cambios políticos convulsos tanto como por impopularidad o  por distancia de la línea reinante. 
- La rama capetiana de los príncipes de Courtenay terminó con la muerte del último 'príncipe' en 1733 sin reconocimiento por la corona como príncipes de sangre a pesar de la indisputable pero remota descendencia directa de Louis VI de Francia.
- El príncipe de Ottajano, una rama cadete de la Casa de Medici, eran herederos al Gran Ducado de Toscana cuando el último varón de la rama principal murió en 1737, pero fueron ignorados en la sucesión por intervención de las potencias de Europa, quienes destinaron el título en otro lugar.

## Ramas cadetes destacadas
- Casa de York; descendientes del cuarto hijo de Eduardo III Plantagenet, Rey de Inglaterra, quién, durante la Guerra de las Dos Rosas (1455-1485), desplazó la línea agnaticia principal de los Plantagenet, la rama cadete de los Lancaster tomó el trono inglés en 1461, sólo para ser finalmente desplazados por un Lancaster de ascendencia cognaticia, Enrique Tudor, Conde de Richmond y más tarde conocido como Enrique VII, quien obtuvo la corona por conquista combatiendo a Ricardo III en agosto de 1485 en la Batalla de Bosworth. Cuando Enrique VII, tomó como reina consorte a la heredera de esta casa, Elizabeth de York, en enero 1486, su hijo, Enrique VIII, unió en su persona y en el trono de Inglaterra ambas ramas de la casa de Plantagenet, inaugurando así también la Casa de Tudor la cuál gobernaría Inglaterra hasta 1603.
- Casa de Schleswig-Holstein-Sonderburg-Glücksburg; descendientes de Juan II, el hijo más joven del rey Cristián III de Dinamarca,[3] miembro de la Casa de Oldemburgo, finalmente se convirtieron en monarcas de Dinamarca, Noruega y Grecia y de la cual Carlos III del Reino Unido, es un miembro por línea paterna.
- Casa de Borbón; descendientes del hijo más joven de Luis IX de Francia, Roberto de Francia, señor de Clermont, heredó el trono de Francia en la persona de Enrique IV de Francia de la rama principal Capetiana de los Valois en 1589; y de esta ramificaron los reyes Borbones de España (incluyendo las líneas Carlistas y legitimistas franceses , los Reyes de las Dos Sicilias, y los Duques de Parma, quienes actualmente reinan en el Gran Ducado  de Luxemburgo a través de una rama cadete. También desciende de Luis XIII de Borbón la rama cadete conocida como la Casa de Orléans, a la cual Luis Felipe I de Francia, los reclamantes Orleanistas al trono de Francia como Enrique, conde de París, duque de Francia pertenecen, como lo hace la Casa de Orleans-Braganza.[4]
- Casa de Gonzaga; La familia noble que reinó en Mantua contaba con algunas ramas cadete dentro de su propia dinastía.
- Casa de Guisa; A pesar de que los Duques de Lorena ejercieron la independencia continental, nominalmente eran vasallos de los Sacros Emperadores Germánicos y su importancia geo-política residió menos en el tamaño de su reino que en su ubicación crucial entre las rivalizadas naciones francesas y alemanas. Un hermano pequeño del Duque Antonio de Lorena, Claudio de Lorena, recibía el señorío de Guisa en Francia y se dirigió al tribunal francés en la búsqueda de su fortuna. Allí, le fue concedido el  título de Duque de Guisa como Par de Francia, él y sus descendientes de línea directa tendrían desde entonces el rango de príncipe étranger. Cuando la Reforma protestante amenazó la unidad de Francia la prestigiosa lealtad de los descendientes de Claudio a la Iglesia católica, combinado con su clara ambición al trono del último rey Valois , infundió a la casa Guisa con un poder sin igual en la política política francesa. Su papel en las guerras de París y Francia extendieron su influencia a los asuntos europeos, hasta el acceso de la Casa de Borbón al trono en 1593, mucho mas lejos que sus primos de mayor cercanía a los principales que reinantes en Nancy.
- Mandela: Nelson Mandela, el difunto presidente de la República de Sudáfrica, era un bisnieto de línea patrilineal del Rey Ngubengcuka de la nación Thembu de la África austral,del grupo Xhosa. También hay que decir que tanto Mandela como los demás miembros de su rama cadete no pueden optar al trono debido a que descienden de Ngubengcuka y un matrimonio morganático con una mujer de una familia ritualmente inferior. Como tal, su función tradicional en el reino es el puesto hereditario en el consejo privado de los monarcas Thembu, al no poder ser reyes. Además de esto el dirigente de la familia, el Jefe Mandla Mandela, también sirve como el cacique tribal de Mvezo debido a una tradición bajo la autoridad de su pariente el jefe primordial de Thembuland, el Rey Buyelekhaya Dalindyebo.
- Spencer: la rama condal de la familia Spencer desciende de Juan Spencer, el hijo más joven de Carlos Spencer, 3.º Conde de Sunderland y  Ana Churchill. El hijo mayor Roberto heredó el título de Conde de Sunderland de su padre. Cuándo Roberto, 4.º Conde de Sunderland murió sin un heredero, sus títulos paternos pasaron a su hermano más joven, Carlos, quién más tarde heredó el título de duque de Marlborough a la muerte de su tía Enriqueta, y se convirtió en el 3.º duque de Marlborough. Los descendientes de Carlos (más tarde serian conocidos como los Spencer-Churchill) se convirtieron en la rama principal de la familia Spencer. Su hermano más joven, Juan, tuvo un único hijo, nombrado también Juan, quién sería el 1.º conde Spencer. De la línea de las condesas Spencer desciende muchas figuras prominentes, incluyendo Diana, princesa de Gales, cuyo hijo el príncipe Guillermo, príncipe de Gales quien es el heredero eventual a la Corona Inglesa.
- Wellington; Arthur Wellesley, el hermano más joven de Richard Wellesley, el 2.º conde de Mornington, empezó su carrera como protegido de su hermano mayor. Entró en el ejército, una ocupación tradicional de los hijos más jóvenes. De 1809 a 1814 obtuvo una serie de victorias muy significativas, y fue otorgado una serie de títulos en ascendencia; Barón Douro, vizconde Wellington, Conde de Wellington, marqués de Wellington y, finalmente, duque de Wellington. Un descendiente del barón Cowley, hermano más joven de Richard Wellesley, se convirtió en conde de Cowley en la Nobleza del Reino Unido, obteniendo también su rama cadete una dignidad más alta que la del Conde de Mornington en la Nobleza de Irlanda.
- En el caso de la Casa de Saud el apellido "Al Saud" está el de cualquier descendiente de Muhammad bin Saud o sus tres hermanos Farhan, Thunayan, y Mishari. Otras ramas familiares de los Al Saud es son; Saud al-Kabir, el Al Juwi, el Al Thunayan, el Al Mishari y el Al Farhan. Los miembros de las ramas cadete suelen obtener altas e influyentes posiciones en el gobierno aunque no formen parte de la línea de sucesión a trono saudí. Muchos miembros de la rama cadete se casan entre sí, es decir, dentro de los Al Saud, para restablecer su apellido y continuar teniendo influencia en el gobierno. Hijos, hijas, nietos y nietas patrilineales de Ibn Saud reciben el trato de Su Alteza Real "de tratamiento protocolario" (S.A.R.), distinguiéndose así de los miembros de las ramas cadete, quiénes reciben el tratamiento de  "Su Alteza" (HH) y además de aquel un rey reinante tiene el título de Guardián de los Santos Lugares.[5][6][7]